# ライヴ・アット・ザ・フィルモア・イースト (ニール・ヤングのアルバム)
| 専門評論家によるレビュー | 専門評論家によるレビュー |
| レビュー・スコア         | レビュー・スコア         |
| 出典                     | 評価                     |
| ------------------------ | ------------------------ |
| Allmusic                 | [ 1 ]                    |
| Okayplayer               | [ 2 ]                    |
| Rolling Stone            | [ 3 ]                    |
| Pitchfork Media          | (8.2/10)                 |

『ライヴ・アット・ザ・フィルモア・イースト』（Live at the Fillmore East）は、ギタリストのダニー・ウィッテンをフィーチャーしたニール・ヤングとクレイジー・ホースのライヴ・アルバムで、2006年にリリースされた。このアルバムは、ニール・ヤングのアーカイヴ・シリーズとして初めてリリースされたアルバムでもある。

## 概要
1970年2月と3月、ヤングとクレイジー・ホースは『ニール・ヤング・ウィズ・クレイジー・ホース』（1969年）のサポート・ツアーに出た。ライヴ・アット・ザ・フィルモア・イースト』には、このツアーでの演奏が収録されている。このツアーは、ウィッテンが参加した最後のニール・ヤングとクレイジー・ホースのツアーとなった。
ヤングは3月6日と7日にフィルモア・イーストで4公演を行い、各公演はソロのアコースティック・セットとクレイジー・ホースとのエレクトリック・セットで構成された。このリリースには、エレクトリック・セットで演奏された各曲が収録されているが、「Cinnamon Girl」は含まれていない（この曲は最終的にThe Archives Vol.1 1963-1972ボックス・セットの一部としてBD-Liveダウンロード・リリースされた）。CDとDVDでリリースされた。DVDには、ライヴの写真、手書きのオリジナル歌詞の写真、当時のレビューが収録されているほか、CDリリースよりも改善されたサウンド（24bit/96kHz PCMオーディオ）が収録されている。
このアルバムは、1972年に亡くなったダニー・ウィッテンをフィーチャーした初のライヴ盤である。また、バンド紹介でヤングが示したように、ジャック・ニッチェを正式メンバーとしてフィーチャーしている。この4人編成のクレイジー・ホースバックは、1970年2月と3月にヤングの短期アメリカ・ツアーに参加した。「Come On Baby Let's Go Downtown」は、ドラッグで友人を失ったヤングの悲しみを歌った1975年のアルバム『今宵その夜』に収録されていた。そのリリースでは、おそらくアレンジを引き締めるために、各コーラスの2行目が編集されていた。このリリースの後、ヤングがこの曲のライヴ・パフォーマンスを復活させた際には、編集されていたセリフが元に戻されている。この曲のスタジオ・ヴァージョンはアルバム『クレイジー・ホース』に収録されている。同アルバムでも『今宵その夜』でも、この曲はヤングとウィッテンにクレジットされているが、ここでの「Downtown」はウィッテンひとりにクレジットされている。(最終曲「Cowgirl in the Sand」の最後の最後で、ジェームス・テイラーの「Sweet Baby James」のスタジオ・ヴァージョンが流れているのが聴こえる)
このリリースには、コンサートの数年後まで日の目を見ることのなかった当時の他の2曲が収録されている。「Winterlong」は1977年のコンピレーション・アルバム『ディケイド』で初めてリリースされ、「Wonderin'」は1983年のロカビリー・アルバム『エヴリバディズ・ロッキン』に収録された。
アーカイヴ・シリーズに関連した最初のリリースだが、ラベルは2枚目となっている。(ただし、2008年11月25日にリリースされた『Sugar Mountain - Live at Canterbury House 1968』と、2009年6月2日にリリースされた『Live at the Riverboat 1969』（1969年にヤングがトロントの同名のコーヒーハウスで行ったレジデント・コンサート）がある。
このリリースは、ファンが期待していたものとは異なるフォーマットである。以前のインタビューで、ヤングは長い間「アーカイブス」と呼ばれていた、未発表音源やパフォーマンスを収録した複数枚組のボックスセットをリリースすることに興味を示していた。その後、『ライヴ・アット・マッセイ・ホール1971』がリリースされ、チャートでも良い結果を残した。ヤングが取り上げた最初のボックスセット『The Archives Vol.1 1963-1972』の発売日が2007年3月に発表され、当初は当年の9月から10月の予定とアナウンスされたが、ボックスセットがリリースされないまま数ヶ月が過ぎると、2008年2月という新たなリリース日が発表された。そして2009年6月2日、8枚組CDリリースのディスク5「ライヴ・アット・フィルモア・イースト」を含むアーカイブがリリースされた。
このアルバムは2006年12月2日付のビルボード200アルバム・チャートで2万枚を売り上げ、55位でデビューした。チャートには3週間ランクインした。
クラシック・レコードによる200グラムLP盤もある。当初はボーナストラックとして「Cinnamon Girl」の演奏が収録される予定だったが、最終製品はCDやDVDと同じトラックリストである。「Cinnamon Girl」は別途オンラインで入手可能。
この公演のサポート・アクトはマイルス・デイヴィスで、エレクトリック・セクステットで演奏した。この日のデイヴィスの演奏は、ライヴ・アルバム『Live at the Fillmore East, March 7, 1970：Live at the Fillmore East: It's About That Time』としてリリースされている。

## 収録曲
明記されているものを除き、全曲ニール・ヤング作。
1. "Everybody Knows This Is Nowhere" – 3:36
2. "Winterlong" – 3:40
3. "Down by the River" – 12:24
4. "Wonderin'" – 3:35
5. "Come on Baby Let's Go Downtown" (Danny Whitten, Neil Young) – 3:51
6. "Cowgirl in the Sand" – 16:09

## メンバー
- ニール・ヤング – ギター、ヴォーカル、ミキシング

クレイジー・ホース
- ダニー・ウィットン – ギター、ヴォーカル
- ビリー・タルボット – ベース
- ラルフ・モリーナ – ドラム、バッキング・ヴォーカル
- ジャック・ニッチェ – エレクトリックピアノ

レコーディング・スタッフ
- ポール・ロスチャイルド - プロダクション
- ピーター・K・シーゲル - エンジニアリング、ミキシング（Cowgirl in the Sand）
- ジョン・ノウランド - アナログからデジタルへのトランスファー、ミキシング
- ティム・マリガン - マスタリング
- ジョン・ハウスマン - エンジニア補佐

DVD制作スタッフ
- バーナード・シェイキー（ニール・ヤング） - 演出
- L.A.ジョンソン - 制作
- エリオット・ラビノヴィッツ - 製作総指揮
- ウィル・ミッチェル - 製作補佐
- ベンジャミン・ジョンソン - 撮影監督
- トシ・オオヌキ（大貫敏之） - 編集、アートディレクション
- ジョエル・バーンスタイン - アーカイビング、撮影
- ポール・サプリー - プロダクション・コーディネーション
- スティーヴン・グレゴリー - メインタイトルデザイン
- リッチ・ウィンター - オーサリング
- ジーモウィット・ダースキ、ベカ・ラフォーレ、ジョン・フェードフ、ミーガン・マッケンナ - グラフィック制作
- トファー・ホワイト - 制作助手
- アマリー・R・ロスチャイルド、ジョー・シーア、アル・クレイマー - 撮影
- ジャック・ウェストン - フィルモア・イーストの記念品